# Liesveld
Liesveld (anhörenⓘ) war eine Gemeinde in der niederländischen Provinz Südholland mit 9.770 Einwohnern (Stand 31. Dezember 2012).
Die Gemeinde Liesveld war am 1. Januar 1986 durch Zusammenschluss der bisherigen Gemeinden Groot-Ammers, Langerak, Nieuwpoort und Streefkerk entstanden. Die Gemeinden Graafstroom, Liesveld und Nieuw-Lekkerland wurden am 1. Januar 2013 zur neuen Gemeinde Molenwaard fusioniert, welche seit 2019 Teil von Molenlanden ist.

## Orte
Zur Gemeinde gehörten vier Orte, die über 500 Einwohner haben, und zwar:
- Groot-Ammers (3800 Einwohner), Sitz der Gemeindeverwaltung
- Langerak (1600 Einwohner)
- Nieuwpoort (1400 Einwohner); Nieuwpoort darf sich als einziger Ort in der Gemeinde Liesveld eine Stadt nennen.
- Streefkerk (2900 Einwohner); bekannt als orthodox calvinistisches Dorf, wo man am Sonntag das Haus meistens nur zum Kirchgang verlässt.

Dazu kommen noch einige Gehöfte, wie Waal, Liesveld und Gelkenes (mit Industriegelände).

## Lage und Wirtschaft
Die Gemeinde liegt in dem Polder Alblasserwaard, südlich des Flusses Lek, gegenüber Schoonhoven.
Ohne Auto ist es schwierig, hierher zu gelangen. An Werktagen fährt einmal in der Stunde ein Bus zwischen den Bahnhöfen Rotterdam Lombardijen und Utrecht CS, welche gerade auf halbem Wege (nach einer Stunde im Bus) Liesveld durchquert. Auch kann man von Schoonhoven aus mit der Fähre ans Industriegelände bei Nieuwpoort kommen.
Autofahrer erreichen Langerak und Nieuwpoort am schnellsten über die A15 Tiel-Rotterdam, Ausfahrt 27 Gorinchem, und dann 15 km über eine gute, oft schnurgerade Landstraße.
In der Gemeinde befindet sich eine Schiffswerft für den Bau von Luxusjachten, und noch weiteres vor allem Metalle verarbeitendes Gewerbe. Viele Einwohner sind Landwirte, die überwiegend Milchvieh züchten oder Kartoffeln anbauen.

## Geschichte

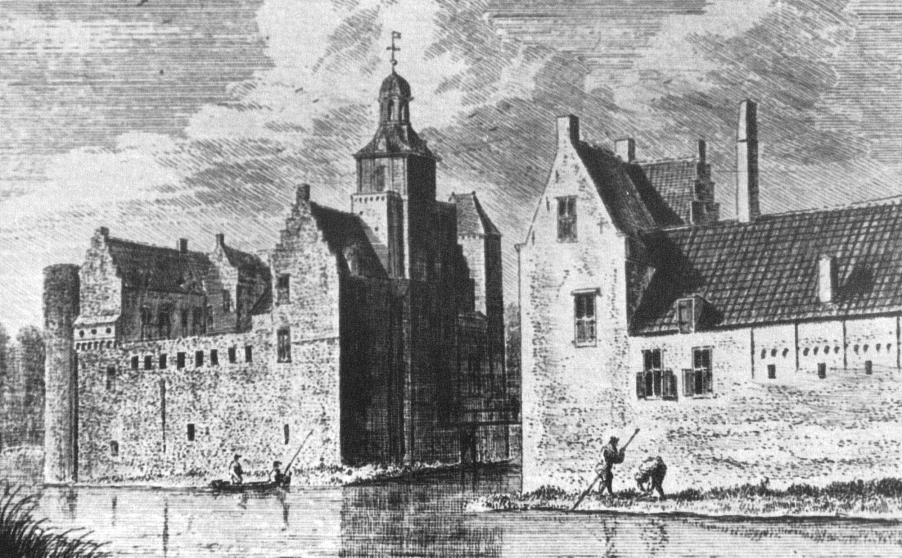
Schloss Liesveld um 1770

Die Gemeinde Liesveld hat ihren Namen vom gleichnamigen Schloss erhalten, dessen Name wieder seiner einzigen Lage widerspiegelt, nämlich inmitten von feuchten Wiesen (lies ist eine Art Gras).
Nieuwpoort, eine alte Grenzfestung zwischen dem Bistum Utrecht und der Grafschaft Holland, erhielt 1283 das Stadtrecht. Die Stadt blieb immer sehr klein, was aber von strategischer Bedeutung. Als die Franzosen Nieuwpoort 1672 eingenommen hatten, wurde es nach der Rückgabe an die Niederlande 1673 mit damals modernen Bastionen und anderen Befestigungen versehen, die bis 1816 als militärischer Stützpunkt dienten. Die Festung wurde nicht geschleift: die Wälle dienten der Bevölkerung, auch der umliegenden Dörfer, als Hochwasserschutz. Reiche Bauer besaßen in der Festungsstadt einen eigenen Hochwasserstall. Nach 1973 wurde die Stadtbefestigung unter Denkmalschutz gestellt und sorgfältig restauriert.
Streefkerk wird 1280 erstmals als Strevelands urkundlich erwähnt. Das Dorf ist aber wesentlich älter. Es liegt auf einem donk, einem kleinen Sandhügel am Flussufer. Das damals schon protestantische Dorf wurde 1575 im Achtzigjährigen Krieg von spanischen Truppen verwüstet. Die darauf neu hergestellte Kirche hatte in späteren Zeiten noch mehrere Male von Bränden zu leiden.
Nach G. van Berkels Ortsnamenlexikon (Nederlandse plaatsnamen, herkomst en historie, ISBN 90-274-2097-1) bedeutet der Ortsname möglicherweise: unwilliges Land (vergleiche Deutsch: widerstreben).
Groot Ammers wurde 1042 erstmals bezeugt. Im 14. Jahrhundert wurde an der Mündung des Flüsschens Ammers eine Schleuse gebaut. Das Dorf kannte dann durch die Fischerei auf Lachs eine kurze Blütezeit. Im Dorf stand das Schloss Liesvelt. Der Titel eines Barones Van Liesvelt wurde 1636 durch Graf Wilhelm Friedrich von Oranien-Nassau, Statthalter von Friesland, gekauft und ist seitdem dem niederländischen König oder der Königin vorbehalten.
Auch in Langerak, dessen Name langes rechtes Stück eines Flusses bedeutet, stand vom 13. bis 18. Jahrhundert ein Schloss. Der Ort hat eine lange Tradition als Viehzüchterdorf.
Die ganze Gemeinde hatte bis zum Anfang des 20. Jahrhunderts mehrmals von Überschwemmungen zu leiden, oft mit verheerenden Folgen.

## Sehenswürdigkeiten
- Liesveld ist bekannt für das Störchendorf (Ooievaarsdorp) Het Liesveld, wo von 1969 bis 1999 Störche gezüchtet und ausgewildert wurden, bis sich die Zahl dieser unter Artenschutz stehenden Vögel so gesteigert hatte, dass diese Anlage überflüssig wurde. Der Storch ist aber nach wie vor ein oft gesehener, willkommener Gast in den vielen Wiesen der Gemeinde.
- In der Gemeinde gibt es (zum Wasserhaushalt des Polders) viele der typisch holländischen Windmühlen, davon 6 bei Groot Ammers und 5 bei Streefkerk.
- Nieuwpoort ist sehenswert wegen der gut erhaltenen Festungsanlage, wo man spazieren kann; in der Innenstadt ein Rathaus aus dem 18. Jahrhundert und eine kleine, verträumte Gracht namens Binnenhaven. Es gibt hier mehrere Restaurants.

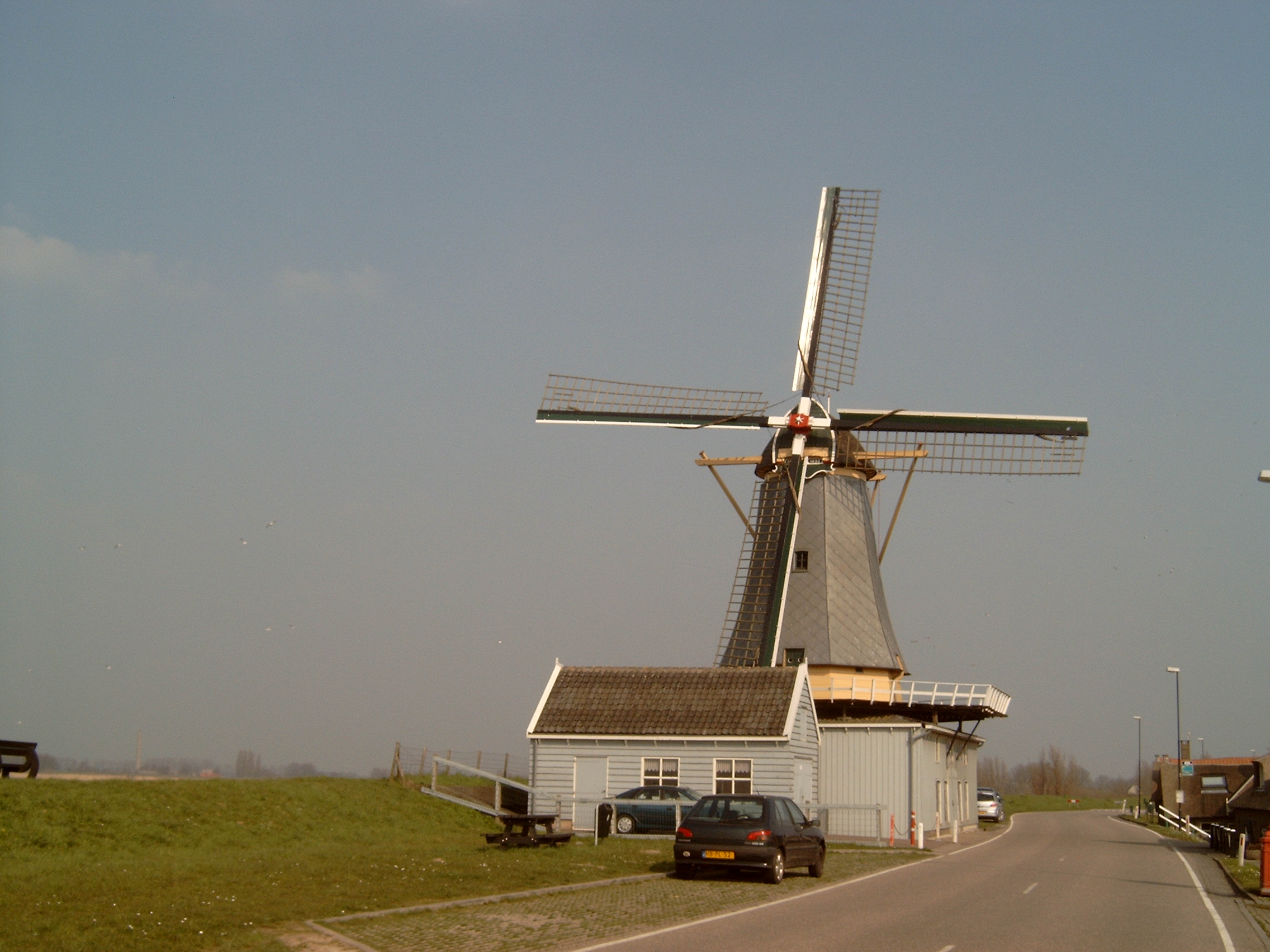
Streefkerk, Mühle: de Liefde
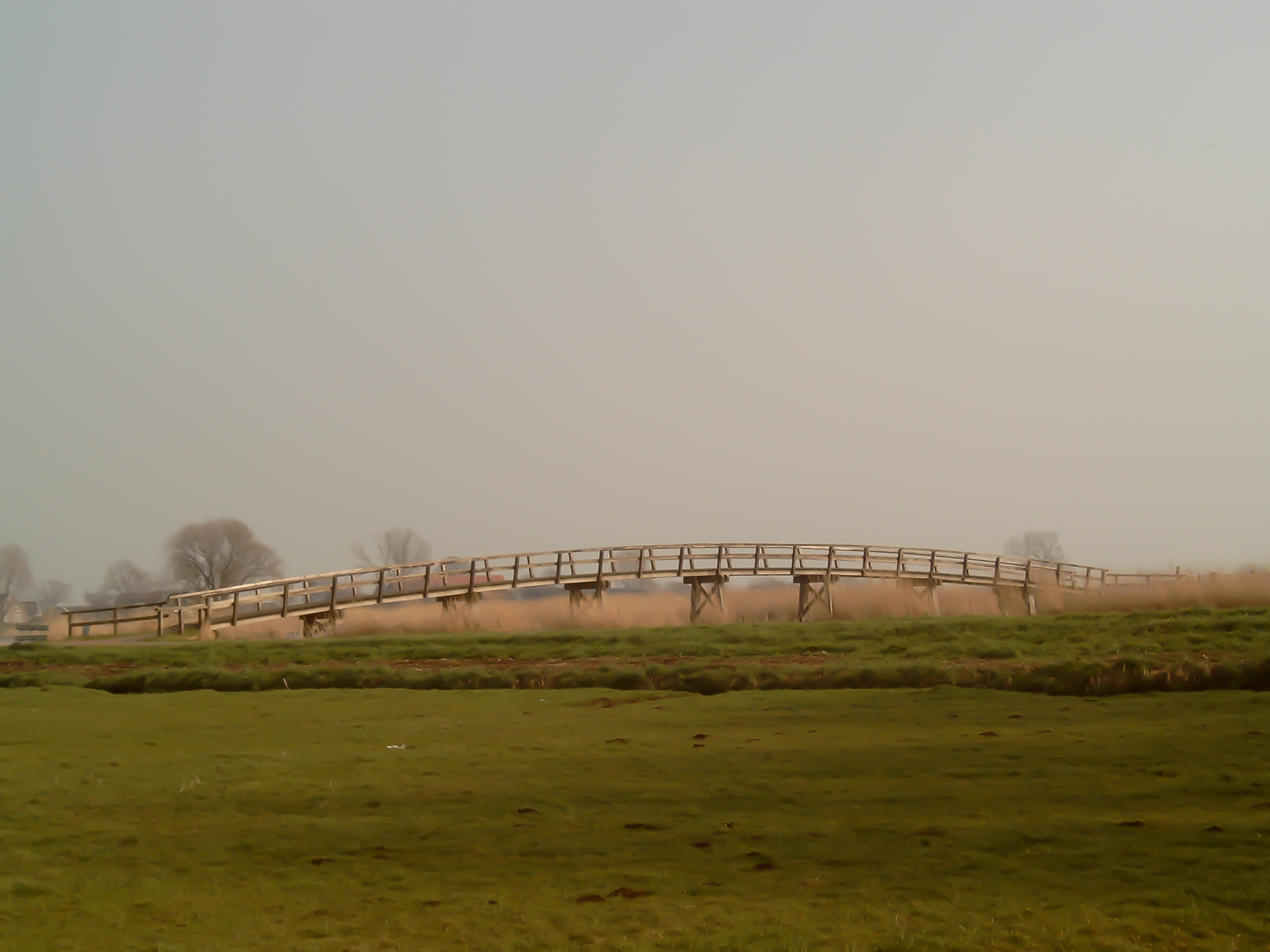
Streefkerk, Brücke für Räder im Polder

## Politik

### Sitzverteilung im Gemeinderat
| Partei                    | Sitze | Sitze | Sitze | Sitze |
| Partei                    | 1998  | 2002  | 2006  | 2010  |
| ------------------------- | ----- | ----- | ----- | ----- |
| ChristenUnie/SGP          | —     | 4     | 4     | 4     |
| Gemeentebelangen Liesveld | —     | 2     | 3     | 4     |
| CDA                       | 3     | 3     | 3     | 3     |
| PvdA                      | 3     | 2     | 2     | 1     |
| VVD                       | 3     | 2     | 1     | 1     |
| SGP/RPF/GPV               | 4     | —     | —     | —     |
| Gesamt                    | 13    | 13    | 13    | 13    |

## Persönlichkeiten
- Ad Dekkers (* 21. März 1938 in Nieuwpoort; † 27. Februar 1974 in Gorinchem), Bildhauer und Reliefkünstler